# Асанова, Динара Кулдашевна
Дина́ра Кулда́шевна Аса́нова (24 октября 1942 года, Фрунзе, Киргизская ССР, СССР — 4 апреля 1985 года, Мурманск, РСФСР, СССР) — советский кинорежиссёр и актриса. Заслуженный деятель искусств РСФСР (1980). Автор фильмов о молодёжи: «проблемных» детях и подростках, адресованных широкому кругу зрителей. Исповедовала импровизационную, безыскусную манеру, сближавшую игровое кино с документальным.

## Биография

### Детство
Родилась 24 октября 1942 года во Фрунзе (ныне Бишкек, Кыргызстан). По национальности киргизка. Отец Динары был журналистом, работал в газете. Он с началом войны ушёл на фронт и погиб ещё до рождения дочери. Мать много работала, чтобы растить двух детей (у Динары была старшая сестра), она служила машинисткой в редакции, редко бывала дома. Девочек воспитывала бабушка — она всегда была рядом и многому научила Динару. Летом Динара с сестрой жили в горах у родственников. В школе она посещала все кружки, очень хотела учиться в музыкальной школе, но у семьи не было финансовой возможности дать ей музыкальное образование. Открыв для себя кинематограф, Динара решила, что будет работать в этой сфере.

### Годы учебы
После окончания школы Динара в 1960—1962 годах работала реквизитором, помощником и ассистентом режиссёра, монтажницей и играла в эпизодах на киностудии «Киргизфильм». Она снялась в фильме «Девушка Тянь-Шаня» (1960). Впоследствии с третьей попытки поступила во ВГИК, в каникулы продолжала работать — была ассистентом в группе Л. Е. Шепитько на съёмках фильма «Зной». После того, как Динара исполнила главную роль в фильме «У каждого своя дорога» (1966), она решила больше никогда не сниматься, так как не согласилась с режиссерским видением её героини.
В 1968 году Динара Асанова окончила режиссёрский факультет ВГИКа, где её наставниками были М. И. Ромм (в детстве Динара смотрела его картину «Тринадцать» «столько раз, сколько шла она на экранах нашего города») и А. Б. Столпер. Диплом по специальности «Режиссёрское дело» она защитила в 1970 году на «отлично», поставив по рассказу В. Г. Распутина короткометражную картину «Рудольфио».

### «Ленфильм»
После окончания учёбы Динара четыре года искала работу режиссёра. На «Ленфильм» устроилась в 1973 году благодаря Фрижете Гукасян, тогда занимавшей должность главного редактора Первого объединения киностудии. Гукасян видела дипломную работу Асановой «Рудольфио», фильм ей очень понравился, она запомнила искренность первой самостоятельной работы Асановой, оценила точность выбора исполнителя главной мужской роли (Ю. Визбор), свободу игры юной героини (Е. Наумкина).

### «Не болит голова у дятла»
Дебютная полнометражная лента режиссёра «Не болит голова у дятла», снятая на киностудии «Ленфильм» и вышедшая на экраны страны в 1974 году, привлекла к Асановой внимание зрителей и критики. Сценарий Юрия Клепикова, видимо потому, что в нём по-новому рассматривалась подростковая тема, долгое время ожидал своего часа. Асанова не пошла по лёгкому пути: на главные роли были приглашены подростки с трудными биографиями, режиссёр вовлекала детей в импровизацию, отступая от продуманного замысла сценариста и добиваясь на экране не подобия, а настоящей жизни. Как и Клепиков, Асанова подошла к задаче со всей серьёзностью и уважением к жизни подростков. Заданное ею направление в кино о детях для детей и взрослых впоследствии получило развитие в таких фильмах, как «Сто дней после детства» (режиссёр С. Соловьёв, 1975), «Предательница» (режиссёр Н. Хубов, 1977), «Дневник директора школы» (режиссёр Б. Фрумин, 1975). Свою первую роль сыграла в этом фильме Е. Цыплакова, снявшаяся впоследствии ещё в нескольких картинах Асановой.

### «Ключ без права передачи»
В своей следующей картине «Ключ без права передачи» Асанова поставила по сценарию Г. Полонского. Как и в предыдущем своём сценарии «Доживём до понедельника», Полонский снова отвёл главную роль нестандартному одарённому педагогу, любимому своими учениками. Асанова организовала обсуждение сценария с будущими исполнителями ролей школьников. В результате на первый план вышли проблемы самих учеников, их взаимодействие со взрослыми. Для Асановой уже традиционно главным в фильме стали чувства, интересы и убеждения подростков, их мир, их взгляд на жизнь, взрослую жизнь, в которую они должны скоро вступить. Она дала возможность юным актёрам раскрыть своё импровизационное начало, так же работала вся съёмочная группа. Картина получилась достоверной, неожиданной, сделанной «на одном дыхании», покоряющей своей простой и естественной атмосферой. Она обратила на себя внимание не только кинематографистов, но и зрителей. Но метод работы Асановой, её слишком свободное обращение со сценарной основой, приводившее к неожиданной интерпретации материала, не всегда приносили успех. Свою первую роль в этом фильме исполнила будущая актриса М. Левтова, в то время — ленинградская школьница и одноклассница Е. Цыплаковой.

### «Беда»
Этот метод не всегда приводил режиссёра к успеху. Так произошло с новой картиной «Беда», где Асанова заменила другого режиссёра, который тяжело заболел. Сценарий поднимал одну из самых тяжёлых тем современности — пьянство и его разрушающее действие на жизнь человека, склонного к этому пороку, и его близких. По замыслу автора, И. Меттера, главной героиней картины должна была стать мать, женщина трудной судьбы, сын которой получает срок за преступление, совершённое в состоянии опьянения. У Асановой же центральным образом стал сын, исполненный Алексеем Петренко, человеческие качества актёра были настолько значительны, что естественным образом его герой затмил все остальные персонажи. Это было повторение ситуации с предыдущей работой Петренко в «Ключе без права передачи» — и там директор школы, сыгранный им, стал главной фигурой, отодвинув на второй план героиню — классного руководителя 10 «Б» (Е. Проклова). В своих дневниковых записях Асанова признавала, что встреча с Петренко «стала и для меня и для ребят откровением».
На роль матери была приглашена актриса Е. Кузьмина, которую очень трудно представить в образе простой неграмотной женщины, поэтому режиссёру пришлось переделывать историю героини, чтобы придать ей убедительности. В повествовании важную роль сыграли документальные кадры, снятые в вытрезвителе, у пивных ларьков, на задних дворах магазинов, где собирались любители выпить, в колонии. Картина предварялась выдержкой из Указа по борьбе с пьянством. «Беда» получила очень неоднозначные оценки. Станислав Рассадин, отмечая, что в фильме очень внятно отражена правота антиалкогольной кампании, однако создатели бросили все усилия на показ деградации личности, и поэтому картина грешит «прямолинейной дидактикой». По мнению Ф. Гукасян, в фильме много интересных находок, но в целом он получился слабым. Сценарист картины, Меттер, считал это закономерным следствием «разрушения сценария», на страницах журнала «Советский экран» по этому вопросу развернулась дискуссия между ним и Асановой. Режиссёр, отстаивая свою точку зрения, утверждала, что сценарий, безусловно, «основа фильма», но сам фильм — цельное произведение, в процессе его создания «сценарий умирает».

### «Жена ушла»
Следующий фильм — рассказ о распавшейся семье, подхвативший тему, развивавшуюся в те годы в советском кинематографе — тему непонятых женщин. Главная героиня, Вера (Е. Соловей), уходит из казалось бы благополучной семьи, и оставляет, на время, пока не устроит новую жизнь, сына мужу. Всё происходящее является полной неожиданностью для Александра (первая роль В. Приёмыхова, впоследствии он написал несколько сценариев для Асановой) — он не понимает, что заставило Веру порвать с ним. И только размышляя об их прошлой жизни, вспоминая то, что ранее казалось ему несущественным, а на деле было разрушающим семью, Александр начинает меняться и обретает надежду, что это поможет вернуть Веру. Однако Вера неумолима в своём решении оставить мужа. В образе Александра Ф. Гукасян усматривает некоторый «перебор» со стороны актёра и режиссёра. Они слишком акцентируют отрицательные качества героя, его эгоизм, неспособность понять другого человека (в данном случае жену и сына), отсутствие чуткости. Зритель, не видя ни одной положительной черты в Александре, не может понять, почему всё-таки Вера когда-то выбрала его в спутники жизни. Ещё один главный герой картины — сын Веры и Александра. Уход жены вдруг помогает отцу открыть для себя мир сына и получить у него поддержку. Финал остаётся открытым: Александр, посадив на плечи мальчика, входит в толпу людей, заполняющих аэропорт. Они оба ищут и не находят в бесконечном человеческом потоке Веру. Этот фильм Асанова так же, как и «Беду», адресовала взрослым, но в обеих картинах звучит детская тема. И, если в «Беде» она остаётся не проработанной окончательно, то ярко и драматично раскрыта в фильме «Жена ушла».

### «Что бы ты выбрал?»
Если в «Беде» приближение к формам документального кино использовалось для усиления воздействия, форсирования его воспитательной составляющей, то в телефильме «Что бы ты выбрал?» этот же приём помогал помочь детям освоиться на съёмочной площадке, построить контакт между ними и взрослыми, открыть для зрителя «пленительный и свободный, раскованный мир детской игры» (Гукасян). И снова составляющие, многие сцены, иллюстрирующие особенности детского видения окружающего мира, закономерности поведения детей, оказались более интересными и содержательными, чем сам фильм. Асанова стремилась перенести на экран дух самой подлинной жизни, искала средний путь между игровым и документальным кино, и приносила в жертву ради достижения этой цели сценарий. Но не всегда «импровизации на заданную тему», погружения в реальность без следования продуманным ходам тщательно проработанной литературной основы приносили режиссёру успех, и этот фильм прошёл незамеченным для критиков.

### Последние фильмы
Главными героями картин «Никудышная» (1980), «Пацаны» (1983) и «Милый, дорогой, любимый, единственный…» (1984) стали совсем молодые люди, которые только вступали в жизнь. Несмотря на все различия, объединяет их одно — они считаются «неблагополучными», но только ли они виноваты, какова мера ответственности окружающих за их поломанные судьбы? Как говорила сама Асанова: «… переходный возраст, проблемы формирующейся личности дают возможность поразмышлять о проблемах личности вообще. Мне представляется, что сегодняшний кинематограф и начинающие режиссёры, в частности, должны бороться за острые, актуальные, даже „больные“ современные проблемы, в какой бы возрастной или социальной категории они не возникали».
Трудная девочка Аня из «Никудышной» (первая главная роль О. Машной) не получает понимания в своей семье. Её отправляют к родственникам в деревню, и там она встречает пожилого нелюдимого, живущего «на отшибе» местного знахаря (М. Глузский), который, несмотря на всю свою суровость, подарит ей внимание и проведёт через испытание повседневным трудом. Так, казалось бы, два чужих человека находят друг в друге опору и становятся ближе, чем родные люди.
Большой общественный резонанс имела картина «Пацаны», действие которой происходит в лагере для трудных подростков. В центре повествования — образ наставника по призванию Павла Антонова (В. Приёмыхов), оставившего спортивную карьеру ради работы воспитателем, и его непростые отношения с подопечными. Пронзительный, актуальный и мастерский сценарий Юрия Клепикова Асанова, в соответствии со своим методом, перерабатывала по ходу съёмок. Клепиков также участвовал в достаточно сложном процессе согласований изменений, вносимых в сценарий. Успех фильма у зрителей был обусловлен удачным сочетанием метода Асановой как режиссёра (импровизация, опора на типаж, приёмы документальной съёмки) и мастерски написанного сценария. Фильм получился острым, неподдельно искренним, словно сама жизнь. Картину обсуждали, режиссёру писали те, кто узнал себя в героях «Пацанов»: педагоги и бывшие и настоящие «трудные» подростки, Асанову благодарили за то, что её работа делает людей лучше, рождает в них стремление к светлому.
Динара Асанова скоропостижно скончалась 4 апреля 1985 года в Мурманске — во время съёмок фильма «Незнакомка». Похоронена в Бишкеке на Ала-Арчинском кладбище.

## Фильмография

### Режиссёр
- 1964 — У каждого своя дорога (документальный, совместно с Альгимантасом Видугирисом)
- 1965 — ПСП (документальный, совместно с Альгимантасом Видугирисом)
- 1969 — Рудольфио (короткометражный, дипломная работа)
- 1975 — Не болит голова у дятла
- 1976 — Ключ без права передачи
- 1977 — Беда
- 1979 — Жена ушла
- 1980 — Никудышная
- 1981 — Что бы ты выбрал?
- 1983 — Пацаны
- 1984 — Дети раздоров
- 1984 — Милый, дорогой, любимый, единственный…
- 1985 — Незнакомка (не завершён, частично восстановлен в 2021 году)[8][9]

### Актриса
- 1960 — Девушка Тянь-Шаня
- 1964 — У каждого своя дорога — Анара
- 1979 — Жена ушла — посетительница прибрежного кафе

### Сценарист
- 1969 — Рудольфио
- 1984 — Дети раздоров (совместно с Владиславом Коноваловым)

## Память
- Памяти Динары Асановой посвящён фильм «Соблазн».

### Очень вас всех люблю
Съёмки документального фильма посвящённого памяти Динары Асановой по сценарию В. Приёмыхова «Очень вас всех люблю» (1987) ознаменовались, вероятно, первым в истории советского кино конфликтом между «шестидесятниками» и «восьмидесятниками». Парадоксальным образом либералы старшего поколения требовали внести в ленту цензурные поправки, а впоследствии работа была прервана. Режиссёр И. Алимпиев объяснял возникшие разногласия более «романтичным» отношением «шестидесятников» к вопросам жизни и смерти. Изначально и режиссёр и все сотрудники и друзья Асановой считали, что фильм не может быть только парадным реквиемом. Однако вскоре действия Алимпиева были подвергнуты критике: он рассказал о трагических судьбах молодых людей, работавших в своё время с Асановой. Он побывал на могилах Андрея Лаврикова («Ключ без права передачи») и Александра Богданова («Не болит голова у дятла», «Ключ без права передачи»), ездил в колонию к осуждённому Сергею Наумову («Пацаны»). Недовольство вызвало то, как Алимпиев выбирал ракурсы для съёмок могилы самой Асановой: рядом не было видно захоронений выдающихся людей, на заднем плане виднелись дома спального района и дети, игравшие во дворах, а после того, как режиссер включил в картину интервью с работниками морга, куда привезли Асанову, её группа вышла из проекта, а близкие потребовали остановить производство фильма. И все же Алимпиеву разрешили доснять приостановленную было картину — специальная комиссия не усмотрела в ней ничего оскорбительного для памяти Динары Асановой и предложила оппонентам режиссёра снять свой фильм о ней. Приёмыхов настоял на том, чтобы его имя убрали из титров фильма «Очень вас всех люблю». Всё время непростых съёмок Алимпиева поддерживал Александр Сокуров. В 1988 году картина получила приз ВКФ «Молодость-88».
Документальные фильмы и передачи
- 1984 — Мастера искусств. Динара Асанова
- 1985 — Товарищи
- 1985 — До 16 и старше (сюжет)
- 1987 — Очень вас всех люблю (реж. Игорь Алимпиев)
- 1988 — Динара (реж. Виктор Титов)
- 1988 — Памяти Динары Асановой (реж. Олег Смышляев)
- 1988 — До 16 и старше… (сюжет)
- 2003 — Кинорежиссёр. Профессия и судьба. Динара Асанова
- 2006 — Как уходили кумиры. Динара Асанова
- 2007 — У меня нет времени говорить неправду. Динара Асанова
- 2009 — Истории и легенды Ленфильма. Пацаны

## Награды и премии
- Государственная премия СССР (1985 — посмертно — за фильм «Пацаны», 1983).
- Премия Ленинского комсомола (1977 — за фильм «Ключ без права передачи», 1976).
- Заслуженный деятель искусств РСФСР (1980).
- Фильм Динары Асановой «Милый, дорогой, любимый, единственный…» участвовал в конкурсе «Особый взгляд» МКФ в Каннах в 1985 году.

## Семья
Сестра — Клара Асанова.
Супруг — художник Николай Юдин (1939—2008).
Сын — Владимир (Анвар) Асанов (род. 2 сентября 1971), актёр.